# Монте-Кремаско
Монте-Кремаско (італ. Monte Cremasco) — муніципалітет в Італії, у регіоні Ломбардія,  провінція Кремона.
Монте-Кремаско розташоване на відстані близько 460 км на північний захід від Рима, 31 км на схід від Мілана, 50 км на північний захід від Кремони.
Населення — 2317 осіб (2014).
Щорічний фестиваль відбувається останньої неділі липня. Покровитель — Nazario.

## Демографія
Населення за роками:

Станом на 1 січня 2023 року в муніципалітеті офіційно проживали 183 іноземці з 26 країн, серед них 68 громадян країн Євросоюзу та 3 громадяни України.

## Сусідні муніципалітети
- Кресп'ятіка
- Довера
- Палаццо-Піньяно
- Пандіно
- Ваяно-Кремаско